# ISIS–2
ISIS–2 kanadai ionoszféra kutató műhold.

## Küldetés
Feladata a Föld magnetoszféra vizsgálata, az Alouette–1, Alouette–2 és az ISIS–1 ionoszféra kutató műholdak által mért adatok ellenőrző mérése. A gyakorlatnak megfelelően kettő műholdat építettek, ha az első meghibásodik, akkor két hónapos csúszással a második, a tartalék veszi át a tudományos kutatási szerepet.

## Jellemzői
Gyártotta az RCA Victor Company of Montreal és a Havilland Aircraft Kanada Toronto, üzemeltette a Kanada Védelmi, Kutatási és Fejlesztési Intézet (Defence Research and Development Canada) (DRDC).
Megnevezései: ISIS–2; International Satellite for Ionospheric Studies (ISIS–2); COSPAR: 1971-024A. Kódszáma: 5104.
1971. április 1-jén a Vandenberg légitámaszpont indítóállomásról egy Delta (DSV 3E1)  hordozórakétával az LC–2E (LC–Launch Complex) juttatták Föld körüli, közepes magasságú pályára. Gázfúvókái  segítségével több pályakorrekciót végzett. Az orbitális egység pályája 113,59 perces, 88,16 fokos hajlásszögű, elliptikus pálya perigeuma 1352 kilométer, az apogeuma 1425 kilométer volt.
Költségvetési megszorítások miatt az ISIS–2 felépítése és programja apró változtatásokon (érzékenyebb frekvencia hangjelzők, adatátviteli stabilitás- teljesítmény, antenna módosítás, optikai fénymérő alkalmazása) kívül azonos volt az ISIS–1-gyel. Tengelye körül forgás-stabilizált, orientációra alkalmas űreszköz. Szferoid alakú, 1,27 méter átmérőjű, 1,07 méter magas, a hold tömege 264 kilogramm volt. Dipólantennái 73 és 18,7 méter hosszúak. Az űreszköz felületét napelemek borították, éjszakai (földárnyék) energia ellátását ezüst-cink akkumulátorok biztosították. Az akkumulátorokat a DRDC vegyi, biológiai- és sugárbiológiai laboratórium (DCBRL) speciális ága, a DRB fejlesztette és készítette, aki felelős volt a műhold hosszú élettartamáért. Mérési programja mellett (elektronok és ionok – állapota, mennyisége, tömege, energiája, hőmérséklete, eloszlása, mágneses térerősség) kísérleteket (fix frekvencia hangjelzők, forgásstabilizálás és szabályozás, tárolókapacitás, kombinált adatátvitel- adat továbbító program) is végeztek. Műszerei által mért adatokat magnóra rögzítette, majd a szabályozható programja segítségével  vevőállomásokra továbbította. Adatforgalmazó rádiója lehetővé tette, hogy a mért adatokat látható pozícióban közvetlenül sugározza.
A program 1979. október 1-jén megszűnt. A felbocsátott műhold 1990-ben Japán (Radio Research Laboratories) bérlés alapján még működött.

## Külső hivatkozások
- ISIS–2. lib.cas.cz. [2013. október 13-i dátummal az eredetiből archiválva]. (Hozzáférés: 2014. február 18.)
- ISIS–2. astronautix.com. (Hozzáférés: 2014. február 18.)
- ISIS–2. asc-csa.gc.ca. (Hozzáférés: 2014. február 18.)
- ISIS–2. friendsofcrc.ca. (Hozzáférés: 2014. február 18.)
- ISIS–2. .nasa.gov. (Hozzáférés: 2014. február 18.)

| Elődje: ISIS–1 | Kanadai űrprogram 1969–1971 | Utódja: Program vége |